# Košice (stacja kolejowa)

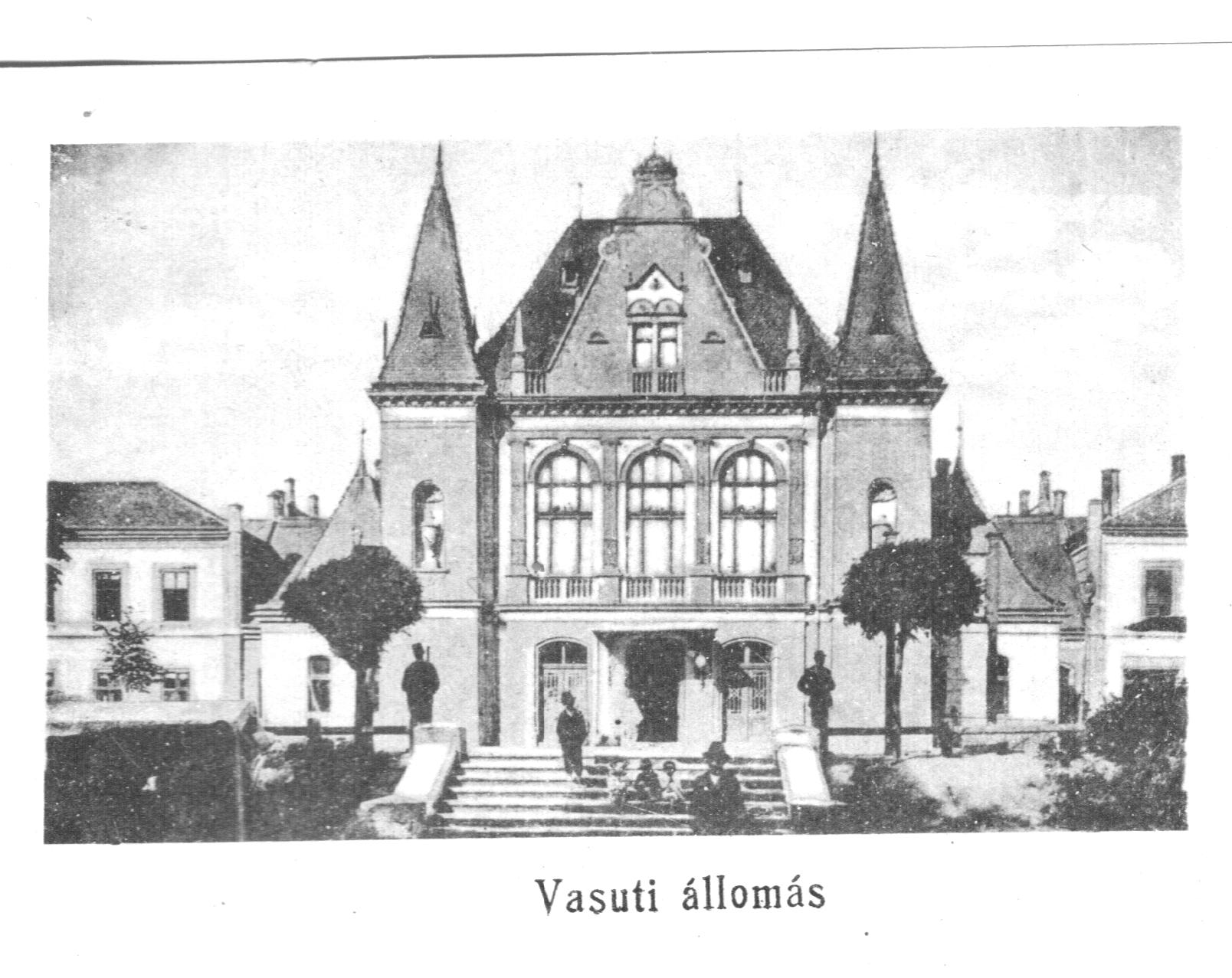
Poprzedni dworzec w Koszycach

Košice – stacja kolejowa w miejscowości Koszyce (sł. Košice) w kraju koszyckim, na Słowacji pod adresem Staničné námestie 1459/11. Stacja stanowi węzeł kolejowy.
Kolej dotarła do Koszyc w 1860 od strony Budapesztu. Powstał wtedy neogotycki dworzec kolejowy. Budowa nowych budynków stacyjnych trwała w latach 1967–1973. Wyburzono wtedy stary, powęgierski dworzec.
Obecny budynek stacyjny mieści również galerię handlową. Obok znajduje się 9-piętrowy biurowiec należący do kolei. Planowany jest remont dworca.
Stacja obsługuje również ruch towarowy. Znajdują się na niej rampy i magazyny oraz odchodzą od niej bocznice.